# Sarpsborg tingrett
Sarpsborg tingrett is een tingrett (kantongerecht) in de Noorse fylke Østfold. Het gerecht is gevestigd in Sarpsborg.  
Het gerechtsgebied omvat de gemeenten Sarpsborg en Rakkestad. Sarpsborg maakt deel uit van het ressort van Borgarting lagmannsrett. In zaken waarbij beroep is ingesteld tegen een uitspraak van Sarpsborg zal de zitting van het lagmannsrett meestal ook worden gehouden in Sarpsborg.